# Vincenc ze Zaragozy
Vincenc ze Zaragozy (3. století?, Huesca - 22. ledna 304, Valencie) byl španělský křesťanský mučedník a světec.

## Život
Narodil se v rodině římských úředníků v Aragonii, jež byla tehdy římskou provincií. Vstoupil do učení k biskupovi Valeriánovi v Zaragoze. Ten ho také vysvětil na jáhna a určil svým pomocníkem. V období pronásledování křesťanů římským císařem Diokleciánem byli na pokyn místodržitele Daciána jak Valerián, tak i Vincenc zatčeni. Vincenc byl při výsleších mučen na skřipci, bylo mu trháno maso, nakonec byl též pečen na rožni. Zemřel ve vězení, jeho tělo zatížené kamenem bylo hozeno do moře. Jeho ostatky, které prý přece jen vyplavaly, jsou dnes uložené v Římě, v kostele sv. Vincence a Anastázie.

## Úcta
Je patronem Lisabonu a Valencie, též cihlářů, hrnčířů, dřevorubců, námořníků a vinařů. V katolické a anglikánské církvi se jeho svátek slaví 22. ledna, v pravoslavné církvi 11. listopadu.